# Ardisia rhynchotechioides
Ardisia rhynchotechioides là một loài thực vật có hoa trong họ Anh thảo. Loài này được (Kraenzl.) Hand.-Mazz. mô tả khoa học đầu tiên năm 1936.